# Strandvilla Rheingold

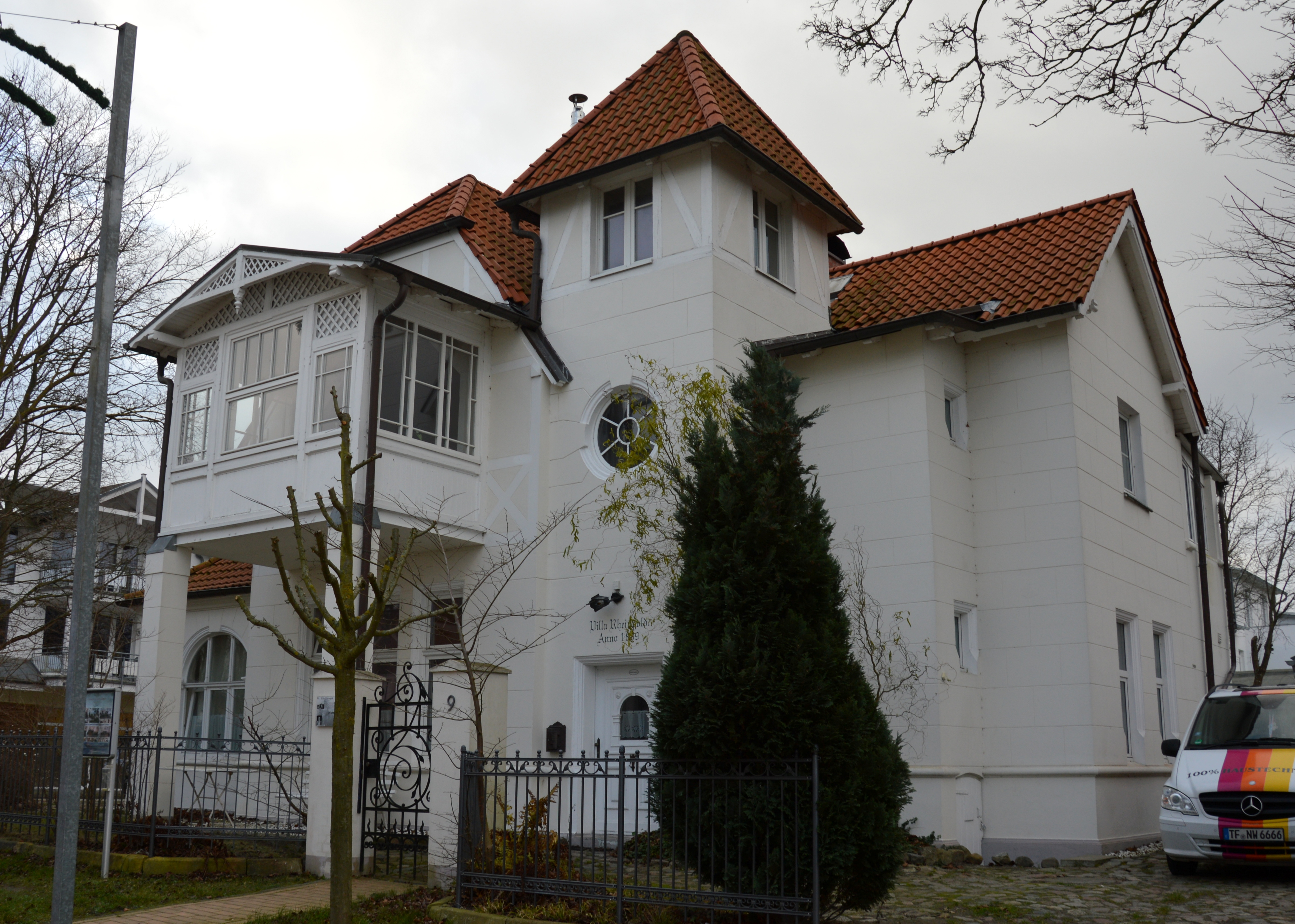
Strandvilla Rheingold

Die historische Villa Rheingold (auch bekannt als „Strandvilla Rheingold“) ist eine denkmalgeschützte Villa von 1889 im Ostseebad Göhren auf Rügen an der Ostsee.

## Lage
Die Villa Rheingold befindet sich in der Waldstraße 9 auf der Westseite der Waldstraße im nördlichen Teil Göhrens. Die Villa und ihre Nebengebäude liegen nur wenige Meter vom Rand der Steilküste des Hochufers entfernt oberhalb der Ostsee, nach der Rodung des früheren, dortigen Waldes mit freier Sicht über das Meer. Zum Nordstrand Göhrens mit der Seebrücke, der ebenfalls von der Villa Rheingold aus zu sehen ist, führt von der Steilküste neben einer Treppe auch ein neuer Schrägaufzug. Südlich des Hauses mündet die Elisenstraße auf die Waldstraße.

## Architektur und Geschichte
Die Villa wurde als Waldhaus 1889 von Regierungsrat Dr. Neuhaus errichtet. Später erfolgte eine Erweiterung. 1908 erwarb der verwitwete Kapitän a. D. Wilhelm Bahls das insgesamt rund 1600 m² große Anwesen und erweiterte ebenfalls die Villa sowie die Nebengebäude. Er gab der Villa im Bäderstil auch den Namen Rheingold, nach dem letzten von ihm gefahrenen Küstendampfer Rheingold, der nach der Oper „Das Rheingold“ von Richard Wagner aus dem Jahre 1869 benannt war. Ruth Bahls kam 1909 als einzige Tochter des Kapitäns Wilhelm Bahls und seiner zweiten Ehefrau Caroline Sabine Hedwig Bahls, geborene Dehnert in der Villa zur Welt. „Fräulein Bahls“, wie die Lehrerin und Museumsrätin, Begründerin und Leiterin mehrerer Mönchguter Museen sowie Ehrenbürgerin Göhrens zeitlebens genannt wurde, wohnte praktisch ihr ganzes Leben lang in der Villa. Von jeher wurden jedoch sowohl in den beiden Geschossen der Villa als auch in den Nebengebäuden immer auch Räumlichkeiten an Feriengäste vermietet. Nach dem Tod von Ruth Bahls 1994 wechselte die Villa Rheingold (seit 2011 auch Strandvilla Rheingold genannt) mehrfach die Eigentümer. 2011/2012 und 2022 wurde sie aufwendig und denkmalgerecht saniert. In der Villa befinden sich zwei große Ferienwohnungen und auf dem Grundstück in den weiteren Jugendstilgebäuden drei Ferienwohnungen und Nebengebäude.